# جين إردمان
جين إردمان (بالإنجليزية: Jean Erdman)‏ هي عضوة هيئة تدريس جامعية ‏ ومخرجة أمريكية، (ولدت في هونولولو في الولايات المتحدة 1916 – 2020 م).

## وصلات خارجية
- جين إردمان على موقع IMDb (الإنجليزية)
- جين إردمان على موقع ميوزك برينز (الإنجليزية)
- جين إردمان على موقع قاعدة بيانات برودواي على الإنترنت (الإنجليزية)
- جين إردمان على موقع كينوبويسك (الروسية)